# St. Joseph and Grand Island Railway
Le St. Joseph and Grand Island Railway (SJ&GI) était un chemin de fer américain de classe I qui opérait dans les états du Missouri, du Kansas et du Nebraska. Il apparut en 1879 pour remplacer le St. Joseph and Western Railroad qui venait juste de terminer une extension entre Hastings, Nebraska et Grand Island, Nebraska. Cette ligne de fret et de voyageurs tomba sous le contrôle de l'Union Pacific Railroad en 1880. Son identité disparut en 1938, et son service voyageurs en 1955.

## Histoire

### les prédécesseurs
Le Palmetto and Roseport Railroad fut créé le 17 février 1857, pour construire une ligne ferroviaire entre Roseport, Kansas, situé sur la rive opposée à Saint Joseph, Missouri, et Palmetto Kansas. Cette ligne permettait une extension de l'Hannibal and St. Joseph Railroad. Les travaux débutèrent en 1859, mais les premiers rails ne furent posés qu'en 1860, et ce furent d'ailleurs les premiers de l'état du Kansas. La ligne atteignit Wathena après avoir parcouru 8 km. Malheureusement, la Guerre de Sécession (1860-1865) stoppa le développement de la ligne. En 1862, le Palmetto and Roseport Railroad fut rebaptisé St. Joseph and Denver City Railroad et obtint le droit  de poursuivre sa ligne de la frontière du Kansas jusqu'à Fort Kearny dans le Nebraska. Le Northern Kansas Railroad se consolida avec le St. Joseph and Denver City Railroad en 1866. L'année suivante, des concessions de terres et l'émission d'obligations relancèrent la progression de la ligne vers l'ouest. Ainsi en mai 1869, la pose de 22,5 km de voie permit d'atteindre Troy, Kansas. La construction d'un pont sur la rivière Missouri débuta le 25 juillet 1871 afin de relier Roseport à St. Joseph, Missouri. En décembre 1872, la ligne mesurait 365 km et desservait Hastings, Nebraska. L'année suivante, le pont sur le Missouri était achevé.

### le SJ&GI
En 1879, le St. Joseph and Denver City Railroad fut d'abord rebaptisé St. Joseph and Western Railroad. Une ligne de 40 km entre Hastings et Grand Island fut achevée. À mi-distance de ces deux villes, un pionnier local du nom de William J. Burger, fonda la bourgade de Doniphan, Missouri en hommage au colonel John Doniphan de Saint Joseph, Missouri, défenseur des chemins de fer. Cette même année, la compagnie se réorganisa sous le nom de St. Joseph and Grand Island Railway (SJ&GI). À Grand Island, il se connectait avec l'Union Pacific Railroad (UP), contrôlé par l'empire ferroviaire du financier new-yorkais Jay Gould. Cette connexion évitait à l'UP de chercher une correspondance pour son terminus est situé à Omaha, Nebraska; ainsi, il pouvait contourner l'Iowa en passant par le Kansas et le Missouri. Cette même année, la propriété du pont sur le Missouri passa aux mains du SJ&GI.
La ligne principale entre St. Joseph, MO et Grand Island, NE mesurait 405,5 km, et comportait un petit embranchement de 11 km dans le nord-est du Kansas entre Stout et Highland. Cette ligne permit le déplacement des populations de la région du Missouri vers l'ouest et le nord-ouest. En 1880, le SJ&GI passa sous le contrôle de l'Union Pacific mais conserva son identité.
En 1914, la construction d'un raccourci entre Hastings et Gibbon, NE permit de court-circuiter Grand Island. Le trafic passant par Doniphan commença à décliner et finit par disparaître en 1989.
Au début des années 1930, il circulait 2 trains de voyageurs entre St. Joseph et Grand Island, où des correspondances permettaient de poursuivre vers le nord-ouest. Il y avait également 2 trains mixtes entre Hastings et Grand Island, Nebraska. En 1938 l'identité du SJ&GI disparut dans le réseau de l'UP.

### l'Union Pacific
Dès lors l'UP remplaça ses deux trains à vapeur par un seul autorail entre St. Joseph et Grand Island. Quant aux trains mixtes entre Hastings et Grand Island, ils furent remplacés par des autocars. Ces derniers disparurent à la fin des années 1940, puis ce fut le tour de l'autorail au début des années 1950.
Depuis 1955, l'UP n'exploite plus que des trains de marchandises. Actuellement l'Union Pacific continue d'utiliser la majorité de la ligne de l'ex SJ&GI. La portion entre Elwood et Robinson (51,5 km) dans le nord-est du Kansas n'est plus en service. Quant à celle qui relie Hastings et Grand Island dans le sud du Nebraska, il n'en reste que quelques kilomètres de voie entre Grand Island et sa centrale thermique située en périphérie sud, qui reçoit deux ou trois convois de charbon par semaine.

## Traduction
- (en) Cet article est partiellement ou en totalité issu de l’article de Wikipédia en anglais intitulé « St. Joseph and Grand Island Railway » (voir la liste des auteurs).